# Raymond de Toulouse-Lautrec
 Raymond de Toulouse-Lautrec, Raymond Jean Bernard, comte de Toulouse-Lautrec, félibre majoral, Mainteneur à l'Académie des Jeux floraux, né à Rabastens le 13 décembre 1820, et mort au château de Saint-Sauveur à Marzens le 23 décembre 1888

## Biographie
Raymond de Toulouse-Lautrec est le fils de Charles de Toulouse-Lautrec (1795-1867) et d'Octavie de Foucaud et d'Aure (1801-1873). Il s'est marié en 1856, en premières noces, avec Mathilde de Gourgues décédée en 1859, marié en 1864, en secondes noces avec Suzanne du Bourg (1840-1906).
Raymond de Toulouse-Lautrec est le cousin au 6e degrès d'Henri de Toulouse-Lautrec, tous les deux étant les descendants de Joseph Constantin de Toulouse-Lautrec (1734-1800), comte de Toulouse-Lautrec (1762-1791), vicomte de Montfa.
Il a été maire de Rabastens en septembre et décembre 1852. Il é été administrateur de l'Institut catholique de Toulouse, mainteneur de l'Académie des Jeux floraux en 1865 et mainteneur d'Aquitaine.
En 1860, des peintures médiévales sont découvertes dans le chœur de l'église Notre-Dame-du-Bourg de Rabastens. Le comte Raymond de Toulouse-Lautrec suit cette restauration par le peintre Joseph Engalière (1829-1905).
Il est membre de la Société française d'archéologie. Il est nommé inspecteur divisionnaire en 1863.

## Publications
- « Peintures du XIVe siècle dans l'église Notre-Dame-du-Bourg, à Rabastens-d'Albigeois », Bulletin monumental, t. 26,‎ 1860, p. 422-453 (lire en ligne)
- « Les cloches dans le Haut-Comminges », Bulletin monumental,‎ 1863, p. 337-370 (lire en ligne)
- Une fête dans les Landes, 1864
- « Remerciement de M. le comte de Toulouse-Lautrec, lu en séance publique, le 23 avril 1865 », Recueil de l'Académie des jeux floraux,‎ 1865, p. 366-387 (lire en ligne)
- « Éloge de Clémence Isaure : lu en séance publique, le 3 mai 1875 », Recueil de l'Académie des jeux floraux,‎ 1875, p. 354-370 (lire en ligne)
- « Éloge de M. de Rocquemaurel lu le 2 mars 1879 », Recueil de l'Académie des Jeux floraux,‎ 1879, p. 3-43 (lire en ligne)
- « Éloge de M. le marquis de Villeneuve-Arifat », Recueil de l'Académie des Jeux floraux,‎ 1880, p. 201-227 (lire en ligne)
- « Un romancier espagnol contemporain, Pérez Galdòs », Le Correspondant, t. 132,‎ 1880, p. 518-543 (lire en ligne)
- « Un poème épique catalan : l'Atlantide », Le Correspondant, t. 136,‎ 1884, p. 530-544 (lire en ligne)
- Souvenirs du comté de Foix. Montségur, Lyon, Imprimerie de Pitrat, 1885
- « Siège de Lavaur », Revue historique, scientifique et littéraire du département du Tarn, vol. 5,‎ 1885, p. 293-296, 344-348 (lire en ligne)
- « À propos d'un livre canadien », Le Correspondant,‎ 1888  - tome=151, p. 1123-1145 (lire en ligne)